# Bostra lobata
Bostra lobata är en insektsart som beskrevs av Ludwig Redtenbacher 1908. Bostra lobata ingår i släktet Bostra och familjen Diapheromeridae. Inga underarter finns listade.